# Іван Моралес Браво
Іван Андрес Моралес Браво (ісп. Iván Andrés Morales Bravo; нар. 27 липня 1999, Лінарес, Чилі) — чилійський футболіст, нападник клубу «Коло-Коло».

## Кар'єра
Є вихованцем чилійського клубу «Коло-Коло». З 2016 року — гравець першої команди.

## Титули і досягнення
- Чемпіон Чилі: 2016-17А, 2017
- Володар Кубка Чилі: 2016, 2019, 2021
- Володар Суперкубка Чилі: 2017, 2018